# Arnau Valls Colomer
Arnau Valls Colomer (Barcelona, 13 de setembre de 1978) és director de fotografia.
L'any 2000 es va graduar en direcció de fotografia a l'ESCAC (Escola de Cinema i Audiovisuals de Catalunya). L'any 2001 va fer un curs de direcció de fotografia a l'escola de cinema de San Antonio de los Baños, a Cuba. Va completar el seu perfil acadèmic a Łódź, Polònia, on va estudiar els anys 2002 i 2003 a l'Escola Nacional Polonesa de Cinema. El seu debut professional va ser el 2007 amb la pel·lícula La Influencia. El 2012, gràcies a la pel·lícula Eva va guanyar un premi Gaudí i fou nominat a un premi Goya. Des de setembre de 2008 és cap de departament de Direcció de Fotografia a l'ESCAC.

## Premis i nominacions
- 2012. Gaudí a la millor fotografia per Eva
- 2012. Nominació al Goya a la millor fotografia per Eva